# Општина Тескоко (Мексико)
Тескоко (шп. Texcoco) општина је у Мексику у савезној држави Мексико. Општина се налази на надморској висини од 2247 м.

## Становништво
Према подацима из 2010. у општини је живело 235151 становника.

### Хронологија
| Година       | 2000                     | 2005                     | 2010                     |
| ------------ | ------------------------ | ------------------------ | ------------------------ |
| Становништво | 204102 (101635 / 102467) | 209308 (103419 / 105889) | 235151 (115648 / 119503) |

### Попис
| \| \| м \| \| \| ж \| \| 0—2 \| 5.931 \| \| \| 5.722 \| \| 3—5 \| 6.523 \| \| \| 6.484 \| \| 6—11 \| 13.491 \| \| \| 12.874 \| \| 12—14 \| 6.397 \| \| \| 6.256 \| \| 15—17 \| 7.268 \| \| \| 7.038 \| \| 18—24 \| 15.818 \| \| \| 15.151 \| \| 60+ \| 8.620 \| \| \| 9.791 \| \| Просек : \| 29,1 \| \| \| 30,1 \| |        |  |  |        |
| |        |  |  |        |
| | м      |  |  | ж      |
| 0—2 | 5.931  |  |  | 5.722  |
| 3—5 | 6.523  |  |  | 6.484  |
| 6—11 | 13.491 |  |  | 12.874 |
| 12—14 | 6.397  |  |  | 6.256  |
| 15—17 | 7.268  |  |  | 7.038  |
| 18—24 | 15.818 |  |  | 15.151 |
| 60+ | 8.620  |  |  | 9.791  |
| Просек : | 29,1   |  |  | 30,1   |

| #   | Индикатор                                                                                        | Вредност |
| --- | ------------------------------------------------------------------------------------------------ | -------- |
| 1   | Становништво од 0 до 2 године                                                                    | 11653    |
| 2   | Мушко становништво од 0 до 2 године                                                              | 5931     |
| 3   | Женско становништво од 0 до 2 године                                                             | 5722     |
| 4   | Становништво са 3 и више година                                                                  | 219334   |
| 5   | Мушко становништво са 3 и више година                                                            | 107629   |
| 6   | Женско становништво са 3 и више година                                                           | 111705   |
| 7   | Становништво са 5 и више година                                                                  | 210689   |
| 8   | Мушко становништво са 5 и више година                                                            | 103306   |
| 9   | Женско становништво са 5 и више година                                                           | 107383   |
| 10  | Становништво са 12 и више година                                                                 | 179962   |
| 11  | Мушко становништво са 12 и више година                                                           | 87615    |
| 12  | Женско становништво са 12 и више година                                                          | 92347    |
| 13  | Становништво са 15 и више година                                                                 | 167309   |
| 14  | Мушко становништво са 15 и више година                                                           | 81218    |
| 15  | Женско становништво са 15 и више година                                                          | 86091    |
| 16  | Становништво са 18 и више година                                                                 | 153003   |
| 17  | Мушко становништво са 18 и више година                                                           | 73950    |
| 18  | Женско становништво са 18 и више година                                                          | 79053    |
| 19  | Становништво од 3 до 5 година                                                                    | 13007    |
| 20  | Мушко становништво од 3 до 5 година                                                              | 6523     |
| 21  | Женско становништво од 3 до 5 година                                                             | 6484     |
| 22  | Становништво од 6 до 11 година                                                                   | 26365    |
| 23  | Мушко становништво од 6 до 11 година                                                             | 13491    |
| 24  | Женско становништво од 6 до 11 година                                                            | 12874    |
| 25  | Становништво од 8 до 14 година                                                                   | 30171    |
| 26  | Мушко становништво од 8 до 14 година                                                             | 15393    |
| 27  | Женско становништво од 8 до 14 година                                                            | 14778    |
| 28  | Становништво од 12 до 14 година                                                                  | 12653    |
| 29  | Мушко становништво од 12 до 14 година                                                            | 6397     |
| 30  | Женско становништво од 12 до 14 година                                                           | 6256     |
| 31  | Становништво од 15 до 17 година                                                                  | 14306    |
| 32  | Мушко становништво од 15 до 17 година                                                            | 7268     |
| 33  | Женско становништво од 15 до 17 година                                                           | 7038     |
| 34  | Становништво од 18 до 24 године                                                                  | 30969    |
| 35  | Мушко становништво од 18 до 24 године                                                            | 15818    |
| 36  | Женско становништво од 18 до 24 године                                                           | 15151    |
| 37  | Женско становништво од 15 до 49 година                                                           | 66223    |
| 38  | Становништво са 60 и више година                                                                 | 18411    |
| 39  | Мушко становништво са 60 и више година                                                           | 8620     |
| 40  | Женско становништво са 60 и више година                                                          | 9791     |
| 41  | Однос између мушкараца и жена                                                                    | 96.77    |
| 42  | Становништво од нуле до 14 година                                                                | 63678    |
| 43  | Становништво од 15 до 64 године                                                                  | 155193   |
| 44  | Становништво од 65 година и више                                                                 | 12116    |
| 45  | Просечан број деце                                                                               | 2.14     |
| 46  | Становништво рођено у ентитету                                                                   | 164708   |
| 47  | Мушко становништво рођено у ентитету                                                             | 81170    |
| 48  | Женско становништво рођено у ентитету                                                            | 83538    |
| 49  | Становништво рођено у другом ентитету                                                            | 65061    |
| 50  | Мушко становништво рођено у другом ентитету                                                      | 31769    |
| 51  | Женско становништво рођено у другом ентитету                                                     | 33292    |
| 52  | Становништво од 5 година и више резидентно у ентитету у јуну 2005. године                        | 198987   |
| 53  | Мушко становништво старосног доба од 5 година и више, резидентно у ентитету у јуну 2005. године  | 96936    |
| 54  | Женско становништво старосног доба од 5 и више година, резидентно у ентитету у јуну 2005. године | 102051   |
| 55  | Становништво од 5 година и више које је живело у другом ентитету у јуну 2005. године             | 9921     |
| 56  | Мушко становништво старије од 5 година које је живело у другом ентитету у јуну 2005. године      | 5362     |
| 57  | Женско становништво старије од 5 година које је живело у другом ентитету у јуну 2005. године     | 4559     |
| 58  | Становништво од 3 године и више које говори аутохтони језик                                      | 4632     |
| 59  | Мушко становништво старо 3 године и више које говори аутохтони језик                             | 2519     |
| 60  | Женско становништво старо 3 године и више које говори аутохтони језик                            | 2113     |
| 61  | Становништво од 3 године и више које говори аутохтони језик и не говори шпански језик            | 23       |
| 62  | Мушко становништво старо 3 године и више које говори аутохтони језик и не говори шпански         | 8        |
| 63  | Женско становништво старо 3 године и више које говори аутохтони језик и не говори шпански језик  | 15       |
| 64  | Становништво старо 3 године и више које говори аутохтони језик и шпански                         | 4152     |
| 65  | Мушко становништво старо 3 године и више које говори аутохтони језик и шпански                   | 2257     |
| 66  | Женско становништво старо 3 године и више које говори аутохтони језик и шпански                  | 1895     |
| 67  | Становништво од 5 година и више које говори аутохтони језик                                      | 4614     |
| 68  | Становништво од 5 година и више које говори аутохтони језик и не говори шпански језик            | 22       |
| 69  | Становништво од 5 година и више које говори аутохтони језик и говори шпански језик               | 4143     |
| 70  | Становништво у домородачким домаћинствима                                                        | 10423    |
| 71  | Становништво са ограничењима у активностима                                                      | 8462     |
| 72  | Становништво са ограниченим ходањем или кретањем, горе или доле                                  | 4373     |
| 73  | Становници са ограничењима вида, чак и уз кориштење сочива                                       | 2694     |
| 74  | Становништво са ограничењима говора, комуникације или конверзације                               | 725      |
| 75  | Становништво са ограниченим слухом                                                               | 920      |
| 76  | Становништво са ограничењима при одевању, купању или јелу                                        | 434      |
| 77  | Становништво са ограничењима у опажању или учењу једноставних ствари                             | 498      |
| 78  | Становништво са менталним ограничењима                                                           | 702      |
| 79  | Становништво без ограничења активности                                                           | 220511   |
| 80  | Становништво од 3 до 5 година које не похађа школу                                               | 5954     |
| 81  | Мушко становништво од 3 до 5 година које не похађа школу                                         | 3004     |
| 82  | Женско становништво од 3 до 5 година које не похађа школу                                        | 2950     |
| 83  | Становништво од 6 до 11 година које не похађа школу                                              | 577      |
| 84  | Мушко становништво од 6 до 11 година које не похађа школу                                        | 294      |
| 85  | Женско становништво од 6 до 11 година које не похађа школу                                       | 283      |
| 86  | Становништво од 12 до 14 година које не похађа школу                                             | 667      |
| 87  | Мушко становништво од 12 до 14 година које не похађа школу                                       | 390      |
| 88  | Женско становништво од 12 до 14 година које не похађа школу                                      | 277      |
| 89  | Становништво од 15 до 17 година похађа школу                                                     | 10754    |
| 90  | Мушко становништво од 15 до 17 година похађа школу                                               | 5362     |
| 91  | Женско становништво између 15 и 17 година живота у школи                                         | 5392     |
| 92  | Становништво од 18 до 24 године похађа школу                                                     | 11493    |
| 93  | Мушко становништво од 18 до 24 године похађа школу                                               | 6060     |
| 94  | Женско становништво од 18 до 24 године похађа школу                                              | 5433     |
| 95  | Становништво од 8 до 14 година које не може да чита и пише                                       | 502      |
| 96  | Мушко становништво старосног доба од 8 до 14 година које не може да чита и пише                  | 288      |
| 97  | Женско становништво старосног доби од 8 до 14 година које не може да чита и пише                 | 214      |
| 98  | Становништво од 15 година и више које је неписмено                                               | 5295     |
| 99  | Мушко становништво од 15 година и више које је неписмено                                         | 1823     |
| 100 | Женско становништво од 15 година и више које је неписмено                                        | 3472     |
| 101 | Становништво старо 15 и више година без школовања                                                | 5997     |
| 102 | Мушко становништво старо 15 и више година без школовања                                          | 2301     |
| 103 | Женско становништво старо 15 и више година без школовања                                         | 3696     |
| 104 | Становништво старосног доба 15 и више година са непотпуним основним образовањем                  | 13221    |
| 105 | Мушко становништво старосног доба од 15 година и више са непотпуном основним образовањем         | 5786     |
| 106 | Женско становништво старосног доба 15 и више година са непотпуном основним образовањем           | 7435     |
| 107 | Становништво старо 15 и више година са комплетним основним образовањем                           | 23714    |
| 108 | Мушко становништво старо 15 година и више са комплетним основним образовањем                     | 10725    |
| 109 | Женско становништво старо 15 и више година са комплетним основним образовањем                    | 12989    |
| 110 | Становништво старосног доба 15 и више година са непотпуним средњим образовањем                   | 7712     |
| 111 | Мушко становништво старосног доба од 15 година и више са непотпуним средњим образовањем          | 4389     |
| 112 | Женско становништво старосног доба од 15 година и више са непотпуним средњим образовањем         | 3323     |
| 113 | Становништво старо 15 и више година са пуним секундарном образовањем                             | 41604    |
| 114 | Мушко становништво старосног доба од 15 година и више са пуним секундарном образовањем           | 21205    |
| 115 | Женско становништво старосног доба од 15 година и више са пуним секундарном образовањем          | 20399    |
| 116 | Становништво старије од 18 година са постосновним образовањем                                    | 68239    |
| 117 | Мушко становништво старије од 18 година са постосновним образовањем                              | 33816    |
| 118 | Женско становништво старије од 18 година са постосновним образовањем                             | 34423    |
| 119 | Просечна оцена школовања                                                                         | 9.67     |
| 120 | Просечан ниво образовања мушке популације                                                        | 9.89     |
| 121 | Просечан ниво образовања женског становништва                                                    | 9.47     |
| 122 | Економски активно становништво                                                                   | 94024    |
| 123 | Економски активна мушка популација                                                               | 61483    |
| 124 | Економски активна женска популација                                                              | 32541    |
| 125 | Становништво које није економски активно                                                         | 84160    |
| 126 | Мушко становништво које није економски активно                                                   | 24669    |
| 127 | Женско становништво које није економски активно                                                  | 59491    |
| 128 | Запослено становништво                                                                           | 89973    |
| 129 | Запослено мушко становништво                                                                     | 58458    |
| 130 | Запослено женско становништво                                                                    | 31515    |
| 131 | Незапослена популација                                                                           | 4051     |
| 132 | Незапослена мушка популација                                                                     | 3025     |
| 133 | Незапослена женска популација                                                                    | 1026     |
| 134 | Становништво без права на здравствене услуге                                                     | 116534   |
| 135 | Становништво које има право на здравствене услуге                                                | 113051   |
| 136 | Становништво које има право на ИМСС                                                              | 54579    |
| 137 | Становништво које има право на социјално осигурање                                               | 23099    |
| 138 | Становништво које има право на државно социјално осигурање                                       | 7393     |
| 139 | Становништво које има право на опште осигурање или здравствено осигурање за нову генерацију      | 20018    |
| 140 | Становништво које је било једном или није било у браку током 12 година и више                    | 64405    |
| 141 | Венчано или уједињено становништво од 12 година и више                                           | 98285    |
| 142 | Становништво које је било у браку или уједињено 12 година и више                                 | 17038    |
| 143 | Становништво са католичком религијом                                                             | 202077   |
| 144 | Протестанти, еванђелисти и библијски следбеници различити од еванђелиста                         | 14222    |
| 145 | Становништво са другим религијама различитим од претходних                                       | 324      |
| 146 | Становништво без религије                                                                        | 8002     |
| 147 | Укупно пописаних домаћинства                                                                     | 55080    |
| 148 | Пописна домаћинства на челу са мушкарцима                                                        | 42172    |
| 149 | Пописна домаћинства на челу са женама                                                            | 12908    |
| 150 | Становништво у пописним домаћинствима                                                            | 225603   |
| 151 | Становништво у пописним домаћинствима на челу са мушкарцима                                      | 180137   |
| 152 | Становништво у пописним домаћинствима на челу са женама                                          | 45466    |
| 153 | Укупно домаћинстава                                                                              | 64982    |
| 154 | Укупно насељених домаћинстава                                                                    | 56481    |
| 155 | Укупно приватних кућа                                                                            | 63581    |
| 156 | Насељени приватни домови                                                                         | 55080    |
| 157 | Укупно насељених приватних кућа                                                                  | 56427    |
| 158 | Ненасељене приватне куће                                                                         | 5395     |
| 159 | Појединачна домаћинства за привремену употребу                                                   | 3106     |
| 160 | Становници у насељеним приватним кућама                                                          | 225603   |
| 161 | Насељеност станара у приватним становима                                                         | 4.1      |
| 162 | Просечно становника по соби у приватним насељеним домаћинствима                                  | 1.02     |
| 163 | Појединачна домаћинства са подовима од различитих материјала од земље                            | 53321    |
| 164 | Појединачна домаћинства у приземљу                                                               | 1568     |
| 165 | Појединачна домаћинства са једном спаваћом собом                                                 | 17629    |
| 166 | Појединачна домаћинства са две спаваће собе и више                                               | 37314    |
| 167 | Појединачна домаћинства са једним собом                                                          | 4010     |
| 168 | Појединачна домаћинства са две собе                                                              | 7600     |
| 169 | Појединачна домаћинства са 3 собе и више                                                         | 43234    |
| 170 | Појединачна домаћинства која имају електрично светло                                             | 54720    |
| 171 | Појединачна домаћинства која немају електрично светло                                            | 223      |
| 172 | Појединачна домаћинства која имају водоводну воду у стамбеном простору                           | 48033    |
| 173 | Појединачна домаћинства која немају водоводну воду у стамбеном простору                          | 6857     |
| 174 | Појединачна домаћинства која имају тоалет                                                        | 53648    |
| 175 | Појединачна домаћинства која имају канализацију                                                  | 53226    |
| 176 | Појединачна домаћинства која немају канализацију                                                 | 1588     |
| 177 | Појединачна домаћинства која имају електрично светло, довод воде из јавне мреже и канализацију   | 46979    |
| 178 | Појединачна домаћинства без икаквих услова                                                       | 365      |
| 179 | Појединачна домаћинства која имају радио                                                         | 49437    |
| 180 | Појединачна домаћинства која имају телевизор                                                     | 53492    |
| 181 | Појединачна домаћинства која имају фрижидер                                                      | 45440    |
| 182 | Појединачна домаћинства која имају машину за веш                                                 | 36114    |
| 183 | Појединачна домаћинства која имају аутомобил или комби                                           | 24571    |
| 184 | Појединачна домаћинства која имају рачунар                                                       | 18671    |
| 185 | Појединачна домаћинства која имају фиксну телефонску линију                                      | 25097    |
| 186 | Појединачна домаћинства која имају мобилни телефон                                               | 38459    |
| 187 | Појединачна домаћинства која имају приступ интернету                                             | 13364    |